# Misumena vatia
Misumena vatia este o specie de păianjen din familia Thomisidae. El mai este supranumit și păianjen floare, deoarece vânează insecte ascunzând-se în flori, de regulă albe sau galbene. 

## Descriere
Masculul este, relativ, foarte mic, ajungând până la 5 mm lungime. Femela poate crește până la lungimea de 10 mm (fără dimensiunile picioarelor). Acest păianjen poate fi galben sau alb, în dependență de culoarea flori pe care vânează. Femela tânîră preferă să-și aștepte prada pe florile de margarete, floarea soarelui sau la speciile de Solidago. Ea ușor își schimbă culoarea. Femela maturizată necesită cantități mari de pradă pentru a depune ouăle. Colorația oferă un bun camuflaj, de aceea insectele nu observă păianjenul pe flloare și ușor sunt prinse de acesta. Chiar și omului îi este dificil să recunoască păianjenul pe floare. Picioarele anterioare sunt foarte lungi. Lungimea lor permite păianjenului să țină albina la distanță,astfel că acul să nu ajungă la păianjen.

## Schimbarea culorii
Schimbarea culorii păianjenului are loc datorită secreției unor pigmenți lichid de culoare galbenă, în stratul externe de celule ale tegumentului. Pigmenți galben au fost identificați ca kynurenină și 3-hydroxykynurenine, iar cel alb reprezintă guanina. Guanină este pigmentul stabil și mereu prezent în tegumentul corpului și în dependență de prezența sau lipsa celui pigmenților galbeni se stabilește culoarea păianjenului. Schimba culoarea este indusă de un feedback vizual. Când păianjenul locuiște pe o floare galbenă atunci celulele epiteliale excretă pigmenții galbeni. Din cauza dominării culorii galbene, culoarea guaninei nu se vede, păiajenul căpătând nuanța respectivă.

Schimbarea culorii de la alb la galben durează 10 - 25 de zile, invers aproximativ 6 zile.

## Reproducere
Masculul mic aleargă din floare în floare în căutare de femelei. Adesea sunt vazuți cu un picior sau mai mulți despicați. Acest lucru poate rezultă din lupta cu alți păianjeni sau evadarea de la dușmani, cum ar fi păsările. 

Până la sfârșitul anului, juvenilii ating lungimea de 5 mm, iernează în sol sau printre resturile de vegtație. Ei năpârlesc pentru prima dată în luna mai anului viitor. 

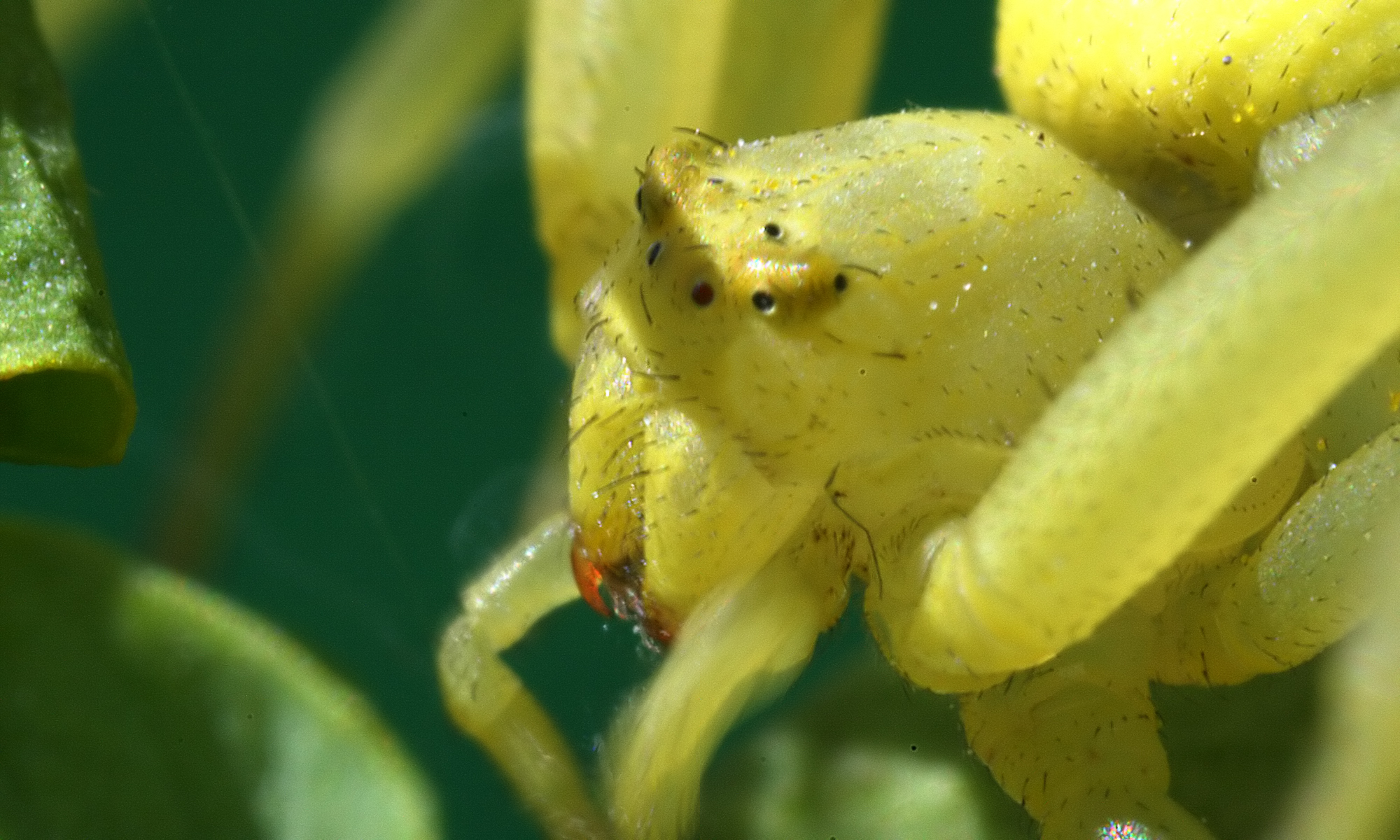
Prosoma în detaliu, foarte bine se văd ochii
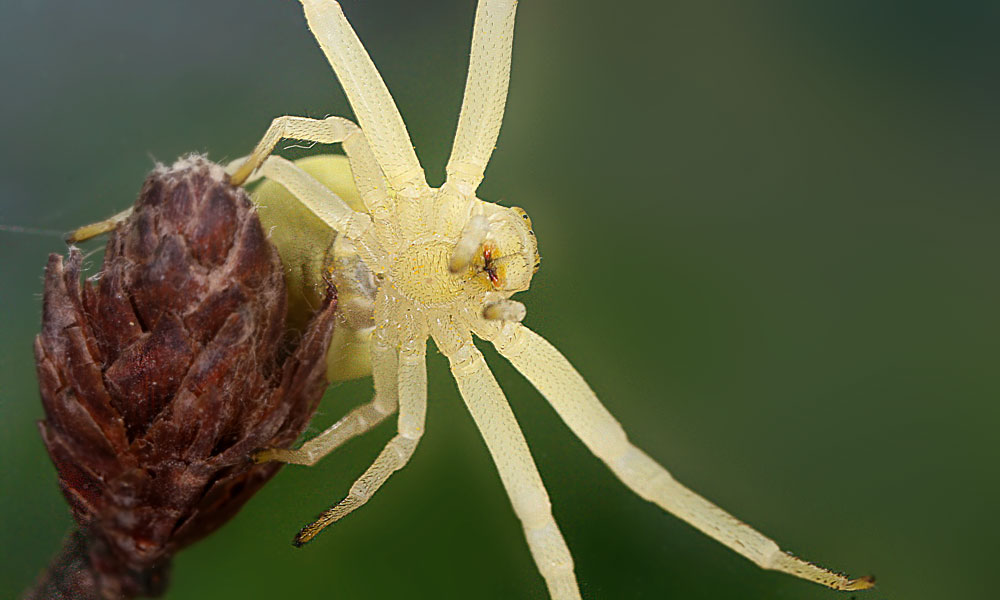
Vedere ventrală
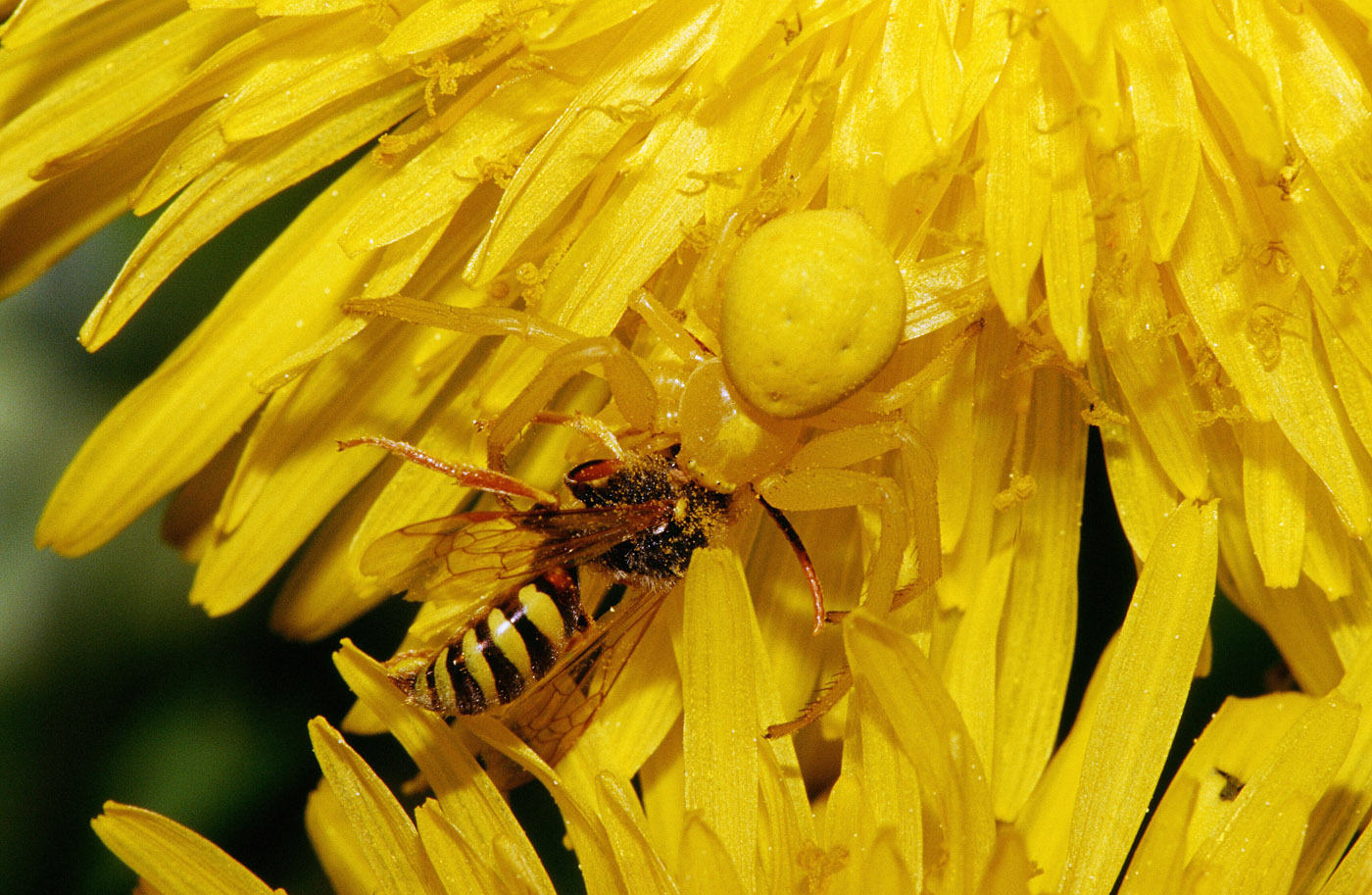
Femelă capturând o albină
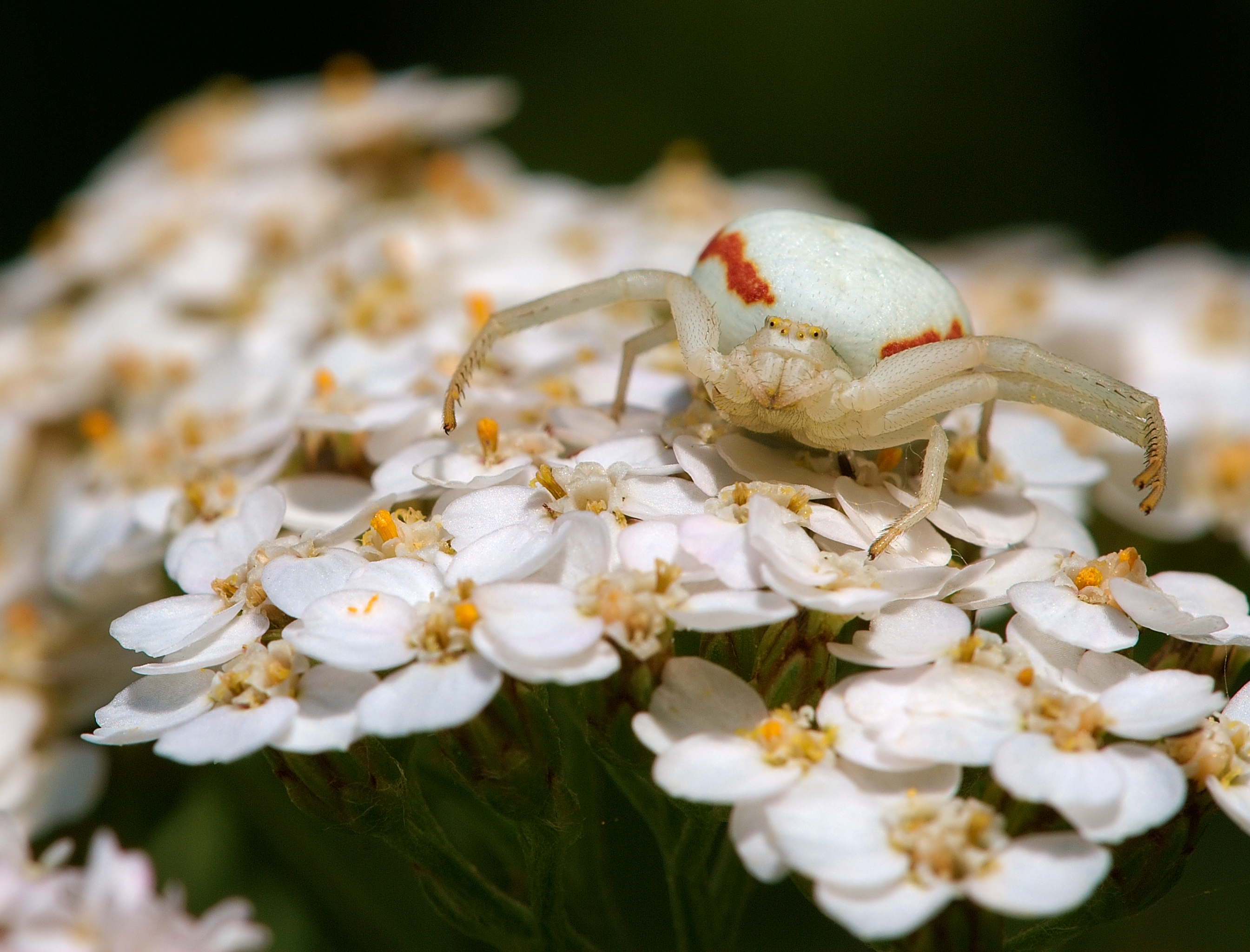
Misumena vatia pe florile de Coada şoricelului
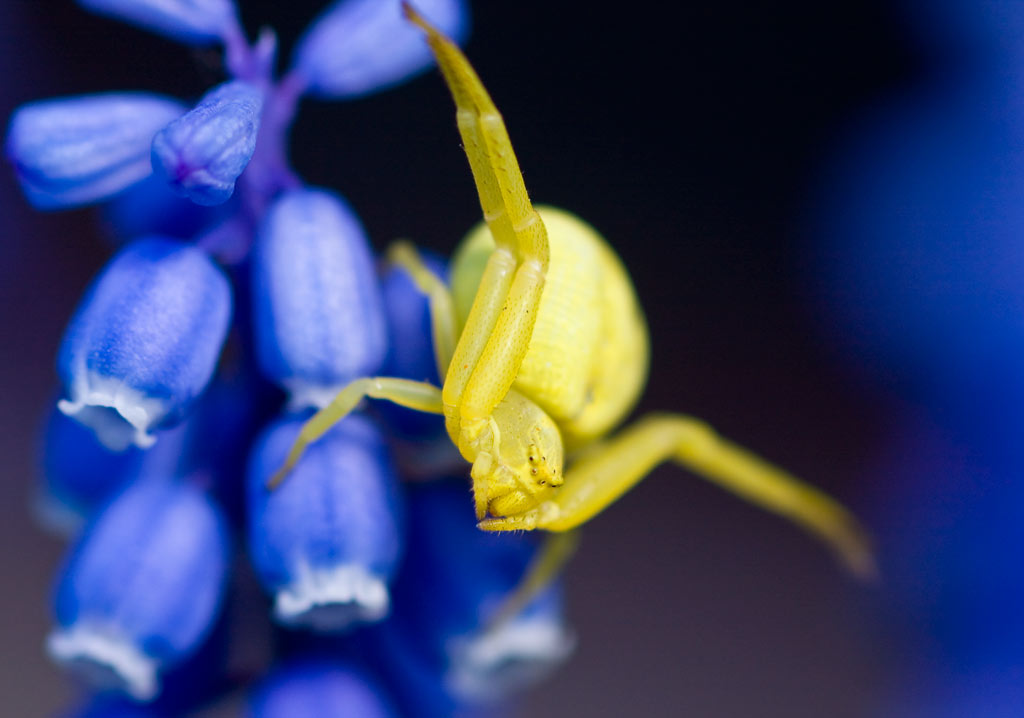
Misumena vatia
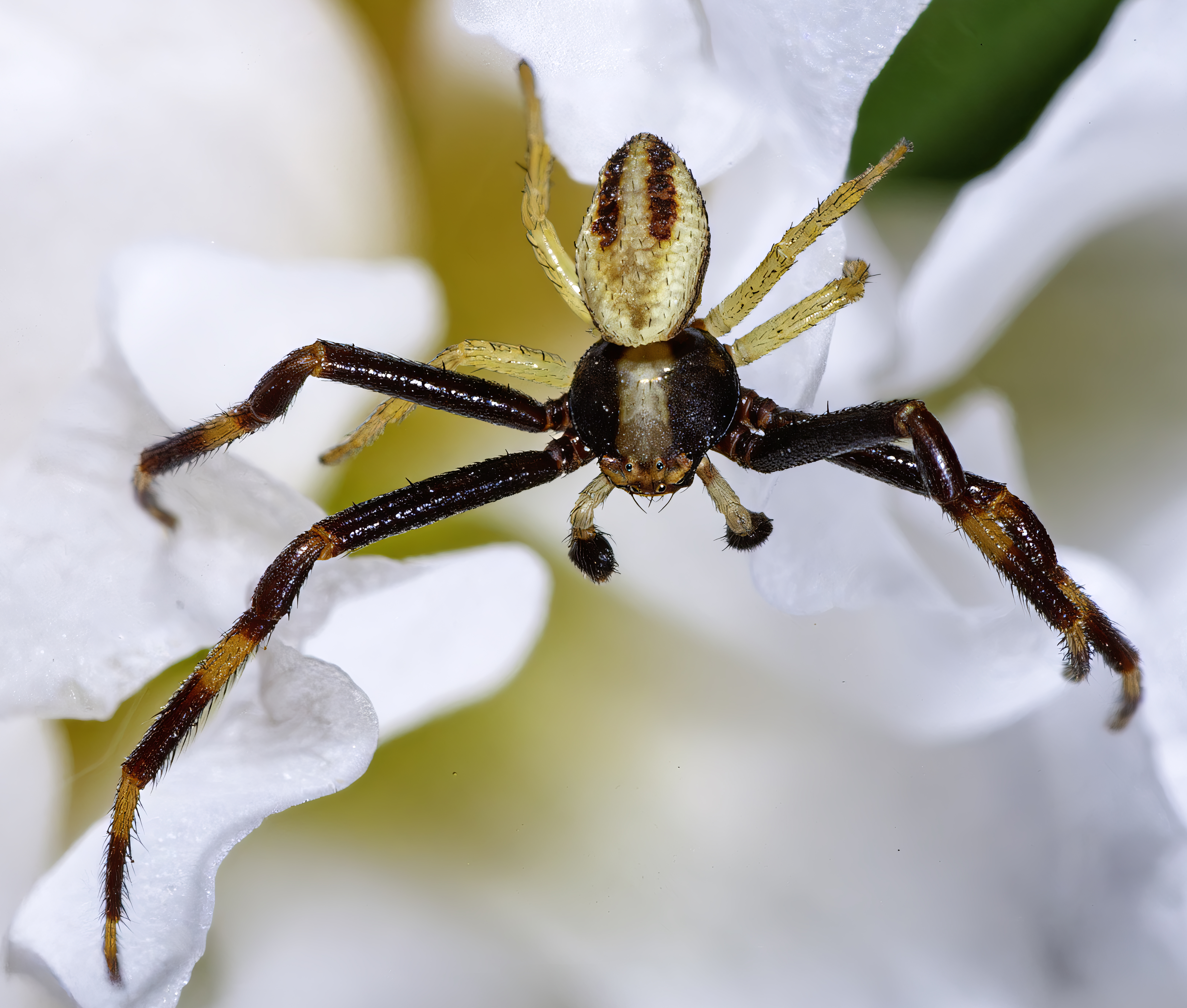
Mascul
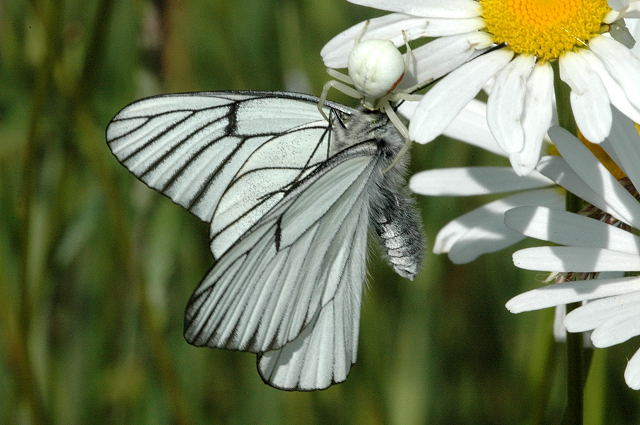
Femelă capturând un fluture
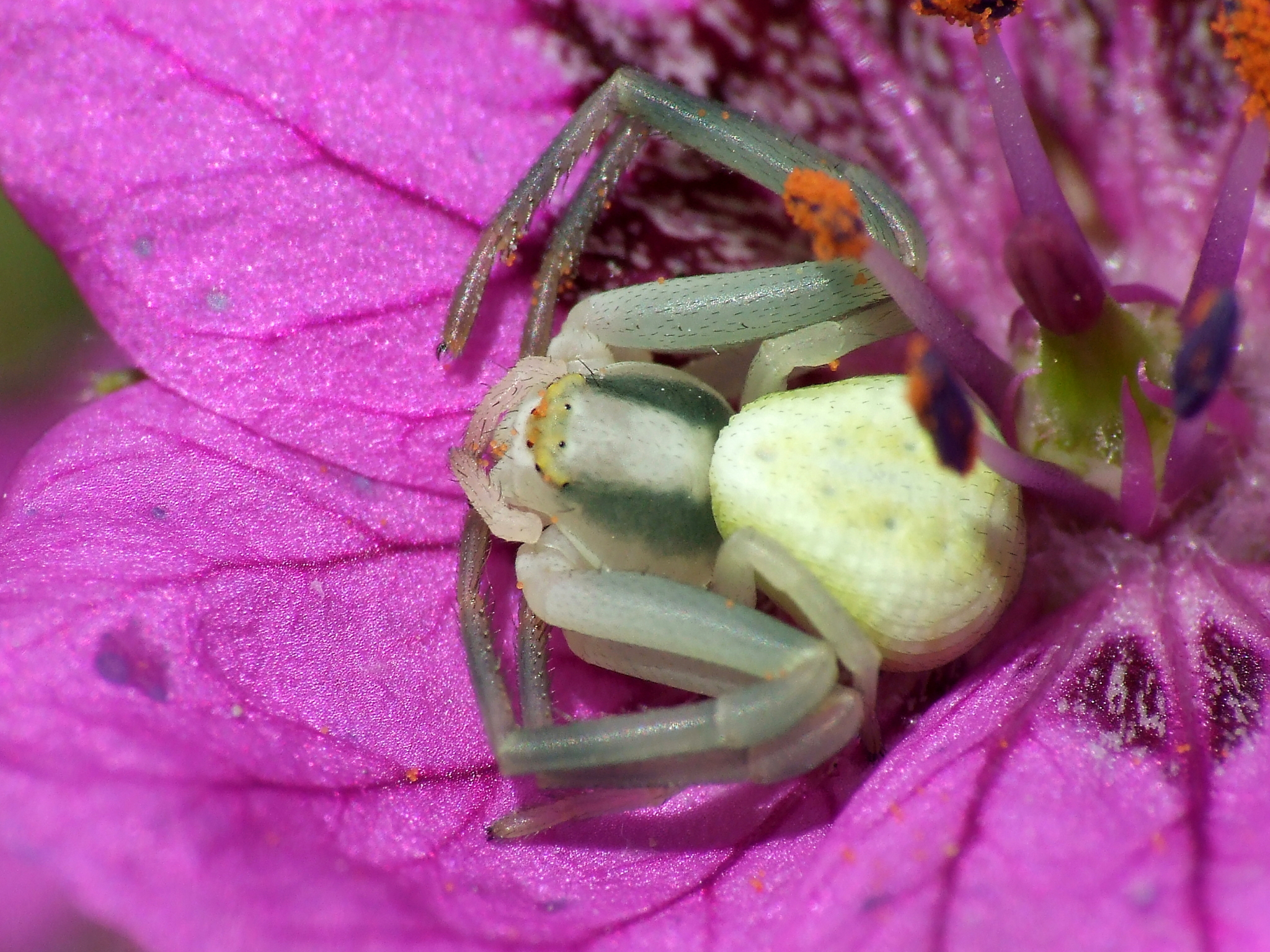
Misumena vatia în nuanţe gri